# Зимун
Зимун (от иуд.-арам. זימון — «оговоренное время; согласованность кого-либо; приготовление к условленному времени в определённом месте») в талмудическом иудаизме — намеренное объединение евреев для совершения любого действия. Зимун созывают призывом «благословим Утешающего скорбящих, потому что поели мы от сего» на поминках для произнесения молитвы «Биркат ха-мазон» после поминальной трапезы. Также зимун созывается после трапезы по случаю обрезания, свадьбы. Зимун созывается перед началом утреннего богослужения, публичного зачитывания свитка Торы в общине. 

## Порядок
Зимун необходим для совершения заповеди, например, для объединения не менее, чем трёх евреев-мужчин (или отдельно евреек-женщин) для совместного торжественного застолья и прославления Бога в молитве «Биркат ха-мазон» — одной из 613 заповедей Торы. Для этого провозглашают зимун — призыв к совместной общинной молитве. Наиболее почётному из общины предоставляют честь произносить молитву — кохену или старшему по возрасту.
— Ведущий: «С разрешения господ моих учителей. Прославим Бога нашего, чьей благостью мы насытились» (ברשות מרנן ורבנן ורבותי נברך אלהינו שאכלנו משלו‎).

— Община: «Благословен Бог наш, чьей благостью мы насытились и по чьей милости мы живём» (ברוך אלהינו שאכלנו משלו ובטובו חיינו‎).

## В источниках

### Мишна
Как трое совершают зимун? Ведущий призывает: Благословим, если есть трое и ведущий, то произносят: Благословен.
А если есть ведущий и десяток, призывает: Благословим Бога нашего, а десяток и ведущий произносят: Благословен…
Будь ведущий с десятком или сотнею тысяч, призывает: Благословим Господа, Бога нашего.
А если есть сотня с ведущим, произносит: Благословен…
А если есть ведущий с тысячей, призывает: Благословим Господа, Бога нашего, Бога Израильского, а тысяча с ведущим произносят: Благословен…
А если есть ведущий с десятком тысяч, призывает: Благословим Господа, Бога нашего, Бога Израильского, Бога Саваофа, а десяток тысяч и ведущий произносят: Благословен…, и евреи отвечают так же, как призывал ведущий: Благословен Господь, Бог наш, Бог Израильский, Бог Саваоф, Восседающий с херувимами, за пищу, которую съели мы.
Раввин Иосе Галилейский говорит: Община благословляет, как говорится «в собраниях благословите Бога Господа, вы – от семени Израилева» (Пс. 67:27).
А раввин Акива говорит: А как в синагогах? Одним больше, одним меньше, призывают: Благословите Господа.
А раввин Ишмаэль говорит: Благословите Господа, Благословенного.
Оригинальный текст (иврит)כיצד מזמנין בשלושה אומר נברך בשלושה והוא אומר ברוך הוא בעשרה אומר נברך לאלוהינו בעשרה והוא אומר ברוך הוא אחד עשרה ואחד עשר ריבוא במאה אומר נברך ליהוה אלוהינו במאה והוא אומר ברוך הוא באלף אומר נברך ליהוה אלוהינו אלוהי ישראל באלף והוא אומר ברוך הוא בריבוא אומר נברך ליהוה אלוהינו אלוהי ישראל אלוהי הצבאות בריבוא והוא אומר ברוך הוא כעניין שהוא מברך כך עונין אחריו ברוך יהוה אלוהינו אלוהי ישראל אלוהי הצבאות יושב הכרובים על המזון שאכלנו רבי יוסי הגלילי אומר לפי רוב הקהל הן מברכין שנאמר בְּמַקְהֵלוֹת בָּרְכוּ אֱלֹהִים יְהוָה מִמְּקוֹר יִשְׂרָאֵל אמר רבי עקיבה מה מצינו בבית הכנסת אחד מרובין ואחד מועטין אומרין ברכו את יהוה רבי ישמעאל אומר ברכו את יהוה המבורך‎
— Мишна, Зраим, Брахот 7:3

### Талмуд
В Талмуде зимун евреев-мужчин (мн. ч. מזמנין‎) отличают от женщин-евреек (мн. ч. מזמנות‎). В вавилонском Талмуде предписано проводить зимун как евреям-мужчинам, так и отдельно еврейкам-женщинам и рабам. Зимун также используют для вынесения судебных решений судом, состоящим из трёх евреев (см. бейт-дин).

### Евангелие
Зимун как судебный орган упомянут в Евангелии:

Если же согрешит против тебя брат твой, пойди и обличи его между тобою и им одним; если послушает тебя, то приобрел ты брата твоего; если же не послушает, возьми с собою еще одного или двух, дабы устами двух или трех свидетелей подтвердилось всякое слово; если же не послушает их, скажи церкви; а если и церкви не послушает, то да будет он тебе, как язычник и мытарь. Истинно говорю вам: что вы свяжете на земле, то будет связано на небе; и что разрешите на земле, то будет разрешено на небе. Истинно также говорю вам, что если двое из вас согласятся на земле просить о всяком деле, то, чего бы ни попросили, будет им от Отца Моего Небесного, ибо, где двое или трое собраны во имя Мое, там Я посреди них.
— Мф. 18:15—20